# Ardisia carnea
Ardisia carnea là một loài thực vật có hoa thuộc họ Anh thảo. Loài này được Mez mô tả khoa học đầu tiên năm 1902.